# Fota armata
Fota armata là một loài bướm đêm trong họ Noctuidae. Chúng được tìm thấy ở khu vực Bắc Mỹ.